# Зоркальцевське сільське поселення
Зорка́льцевське сільське поселення (рос. Зоркальцевское сельское поселение) — сільське поселення у складі Томського району Томської області Росії.
Адміністративний центр — село Зоркальцево.
Населення сільського поселення становить 6217 осіб (2019; 5629 у 2010, 5432 у 2002).

## Історія
Станом на 2002 рік існували Зоркальцевська сільська рада (село Зоркальцево, присілки Березкино, Биково, Борики, Губино, Еушта, Коломіно, Кудринський Участок, Нелюбино, Петрово, Петровський Участок, Поросино) та Тімірязєвська сільська рада (села Дзержинське, Тімірязєвське, селища 86-й квартал, Кайдаловка. 2005 року Тімірязєвське сільське поселення було ліквідовано, села Дзержинське і Тімірязєвське увійшли до складу Томського міського округу, селища 86-й квартал і Кайдаловка увійшли до складу Зоркальцевського сільського поселення. До складу Томська увійшов також присілок Еушта, а присілок Губино передано до складу Моряковського сільського поселення.

## Склад
До складу сільського поселення входять:
| Населений пункт               | Населення, осіб (2002) | Населення, осіб (2010) |
| ----------------------------- | ---------------------- | ---------------------- |
| 86-й Квартал, селище          | 219                    | 146                    |
| Березкино, присілок           | 432                    | 430                    |
| Биково, присілок              | 8                      | 7                      |
| Борики, присілок              | 406                    | 440                    |
| Зоркальцево, село             | 1170                   | 1245                   |
| Кайдаловка, селище            | 10                     | 18                     |
| Коломіно, присілок            | 27                     | 55                     |
| Кудринський Участок, присілок | 329                    | 382                    |
| Нелюбино, присілок            | 1341                   | 1409                   |
| Петрово, присілок             | 553                    | 495                    |
| Петровський Участок, присілок | 20                     | 75                     |
| Попадейкіно, присілок         | -                      | 6                      |
| Поросино, присілок            | 917                    | 921                    |